# Cannock Chase
Pour les articles homonymes, voir Chase.
Cannock Chase est une région rurale du Staffordshire, en Angleterre. Située entre Stafford, Cannock, Rugeley et Lichfield.
Elle a été déclarée Area of Outstanding Natural Beauty en 1958. Avec ses 68 km2, c'est l'une des plus petites AONB de Grande-Bretagne. Elle est également désignée site d'intérêt scientifique particulier depuis 1987.
Il y a quelques mémoriaux des Guerres Mondiales à Cannock Chase, y compris des cimetières de guerre allemande et des pays du Commonwealth Britannique, et un mémorial au massacre de Katyń.